# Cnemidochroma buckleyi
Cnemidochroma buckleyi är en skalbaggsart som först beskrevs av Bates 1879.  Cnemidochroma buckleyi ingår i släktet Cnemidochroma och familjen långhorningar. Inga underarter finns listade i Catalogue of Life.